# Adolf Ziegler
Adolf Ziegler (Brema, 16 ottobre 1892 – Varnhalt, 18 settembre 1959) è stato un pittore e politico tedesco.
Durante il periodo nazista, Ziegler assunse il ruolo di funzionario artistico nazionalsocialista, fu presidente della Camera delle Belle Arti del Reich e motore della confisca delle opere d'arte moderna dai musei tedeschi e della loro diffamazione pubblica nella Mostra d'arte degenerata. Viene inoltre ricordato per essere stato il pittore preferito di Adolf Hitler.

## Biografia

### La gioventù e i primi anni di carriera
Figlio di un architetto, Ziegler si laureò nel 1909, studiò per tre semestri alla Scuola d'arte granducale-sassone di Weimar con Max Thedy per poi recarsi all'Accademia di Belle Arti di Monaco, dove entrò nella scuola di disegno di Angelo Jank. Si arruolò nell'esercito durante la prima guerra mondiale e, al termine del conflitto, proseguì i suoi studi presso l'Accademia di Monaco fino al 1924. Secondo alcune fonti, Ziegler avrebbe anche frequentato la classe del pittore Karl Caspar. Dal 1924 al 1933, Ziegler lavorò come artista a Monaco. Per guadagnarsi da vivere, dipinse "ritratti decisamente onesti e pezzi di fiori" che vendette in "circoli borghesi conservatori". Ziegler fece intanto la conoscenza del mecenate e industriale Albert Pietzsch, uno dei primi sostenitori del Partito Nazionalsocialista, e sposò la figlia adottiva di quest'ultimo nel 1926. Ziegler, fu consultato da Hitler per un consiglio su "questioni artistiche" e aderì al Partito del futuro cancelliere nel 1929. Tuttavia, non riuscì a ottenere riscontri. Nel 1931, Ziegler emigrò con sua moglie a Valparaíso (Cile) nel tentativo di avere maggiore successo nell'arte. Tuttavia, la sua iniziativa si rivelò anche questa volta infruttuosa, e decise di tornare in Germania l'anno seguente.

### La collaborazione con il Partito Nazionalsocialista
Con la presa del potere dei nazionalsocialisti, iniziò una rapida svolta nella carriera del pittore fino ad allora "completamente sconosciuto", le cui immagini non furono "apparentemente mai emesse". Nell'ottobre del 1933, si candidò alla cattedra nell'Accademia di Belle Arti di Monaco e ricevette il ruolo di "pittore-tecnico" che svolgeva anche la professione di insegnante il 1º novembre di quell'anno. Il 21 aprile 1934, Ziegler fu nominato dal ministro della Cultura bavarese Hans Schemm professore ordinario di "disegno e pittura basato su basi artigianali" dopo aver ricevuto lo status ufficiale del 1º aprile 1934. Secondo lo storico dell'arte Christian Fuhrmeister, tale incarico era di natura esclusivamente artistica-politica dal momento che all'epoca vi erano già quattro cattedre occupate dedicate all'insegnamento della tecnica pittorica.
Negli anni seguenti, Ziegler svolse diverse importanti mansioni politiche. Nel 1934 divenne membro del Consiglio Presidenziale e Vice Presidente della Camera delle Belle Arti del Reich e, nel 1935, Membro del Senato Culturale del Reich. In qualità di politico svolse, almeno a partire dal 1935, l'incarico di corrispondente indipendente per l'arte per le autorità del Reich. Gli fu inoltre conferita l'insegna d'oro del Partito in qualità di Alter Kämpfer ("vecchio combattente").
Nella sua veste di vicepresidente della Camera delle Belle Arti del Reich, Ziegler fece chiudere la mostra Malerei und Plastik in Deutschland, una mostra annuale del Deutscher Künstlerbund e della kunstverein di Amburgo che in quell'anno avrebbe funto da contributo alle Olimpiadi. Questo fu il preludio alla persecuzione dell'arte moderna da parte dei nazisti.
Il 1º dicembre del 1936, Ziegler fu nominato presidente della Camera delle Belle Arti del Reich. Disponeva di due atelier nell'accademia racchiusi in un grande ufficio presidenziale e divenne responsabile dell'applicazione della politica artistica nazionalsocialista, secondo cui "l'arte anticonformista non è più tollerata" e secondo cui il posto della libertà artistica, l'attaccamento alla gente e alla razza "fossero ormai concetti superati."
In questa posizione, Ziegler fu anche responsabile del discredito, della persecuzione e della soppressione dell'arte moderna. Fu pesantemente criticato per aver avviato una "pulizia" dei musei tedeschi e gallerie della cosiddetta "arte degenerata", vale a dire di opere d'arte moderna, fra cui quella espressioniste ripudiata dalla concezione nazionalsocialista dell'arte, e di opere che, secondo un decreto del 30 Giugno 1937, appartenevano ad artisti ebrei e comunisti. Ziegler guidò comitati composti da Wolfgang Willrich, Klaus Graf von Baudissin, Hans Schweitzer, Franz Hofmann e Walter Hansen, sequestrò oltre 20.000 opere, che vennero emesse in parte a fini propagandistici, distrutte o vendute all'estero a favore del regime nazista. Alcuni di questi dipinti e sculture entrarono a far parte delle opere della Mostra d'arte degenerata, diretta dallo stesso Ziegler e inaugurata nel giugno del 1937. All'inaugurazione della mostra, Ziegler fece una diatriba contro l'espressionismo e i suoi artisti, contro i direttori di musei di mentalità aperta e moderna e la presenza di "ebrei" nell'arte e nella cultura. Durante il suo intervento asserì:
Al termine della guerra, Ziegler tentò di minimizzare questo discorso dichiarando che le sue fossero mere dichiarazioni non politiche in una mostra d'arte.

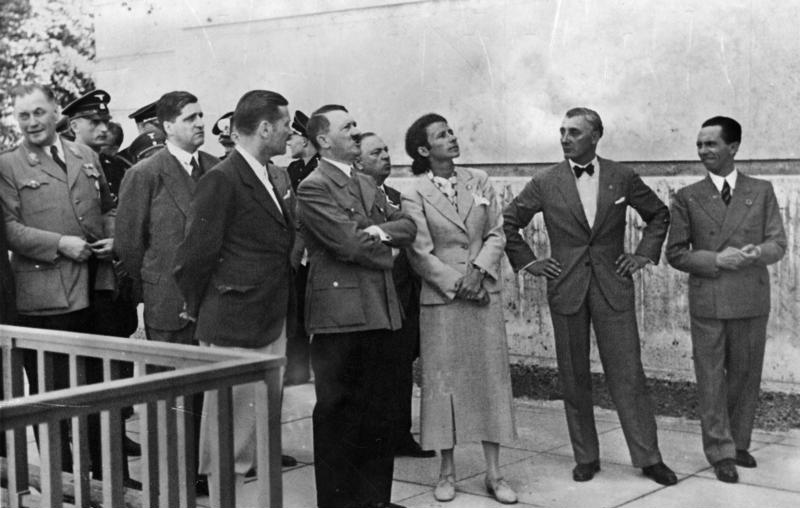
Adolf Hitler, Gerdy Troost, Adolf Ziegler e Joseph Goebbels in visita alla Grande mostra d'arte tedesca il 5 maggio 1937

Ziegler non pubblicò stampe delle sue opere fino al 1937, anno a partire dal quale fu in parte responsabile di varie mostre a sostegno dei nazionalsocialisti. Nel 1937 ricevette un premio in una mostra di arte contemporanea tedesca a Parigi. I suoi dipinti furono anche esibiti alla Biennale di Venezia dello stesso anno ed ebbero un posto di rilievo durante la Grande mostra d'arte tedesca aperta da Hitler il 18 Luglio 1937, un giorno prima della mostra sull'"arte degenerata". L'arte di Ziegler è di grande formato e rappresenta nudi accademici e realistici. I maligni lo definivano il "pittore di peli pubici del Reich" o il "maestro dei peli pubici tedeschi". Il suo trittico I quattro elementi (1937) fu acquistato dal Partito nazista e appeso nell'edificio del Führerbau. Con i suoi allegri nudi femminili, l'opera voleva ritrarre idealmente la "teoria razziale nazista". Le immagini delle opere di Ziegler ebbero il favore di Hitler e furono infatti riprodotte su stampe e cartoline nell'editoria di Alfred Rosenberg durante l'egemonia nazista. Ziegler non esibì più di dieci opere durante il Terzo Reich. Fuhrmeister afferma che la diffusa ricezione del lavoro di Ziegler non fu determinata dalla loro qualità estetica, ma dalla sua dimensione ideologica e dal potere di Ziegler in qualità di funzionario d'arte a cui veniva concessa la possibilità di gestire a piacimento i mezzi di propaganda.
Dopo l'annessione dell'Austria da parte della Germania nel 1938, pare che Ziegler si arricchì grazie agli introiti della libreria Kunsthaus Gilhofer & Ranschburg di Vienna. I suoi proprietari ebrei furono costretti a vendere l'azienda per una frazione del suo valore e il prezzo di acquisto fu riversato direttamente al Partito nazista. I nuovi proprietari corrispondevano il 10% ciascuno dei precedenti firmatari autorizzati, ovvero l'"ariano" Friedrich Steinert e Hans-Werner Taeuber, a cui venne assegnato il ruolo di "arianizzatore". Il restante 80% delle entrate spettavano invece ad Adolf Ziegler, presumibilmente in qualità di rappresentante del Reichskammer der Bildenden Künste.

### Gli ultimi anni e la morte
Nel 1943 Ziegler cadde politicamente in disgrazia dopo aver fatto considerazioni a favore della fine dei bombardamenti con degli amici. Fu denunciato con l'accusa di disfattismo e inviato il 13 agosto 1943 al campo di concentramento di Dachau per poi venire liberato il 15 settembre dello stesso anno. Alla fine dell'anno perse la carica di presidente della Camera di Belle Arti del Reich e dovette rinunciare alla cattedra. Il suo ritiro non fu effettivo soltanto fino al 31 ottobre 1944, in quanto Ziegler poteva ancora contare sulla "mano protettiva" di Hitler. All'inizio del 1945, Ziegler si spostò a Costanza, presumibilmente per evitare la coscrizione al servizio militare. Le sue prestazioni pensionistiche vennero qui pagate dal 1º marzo fino alla fine di luglio 1945.
Dopo la seconda guerra mondiale, Ziegler visse con sua sorella a Baden-Baden. Fu denazificato e bollato come "seguace".
Nel 1938 divenne padre di Werner Peter (oggi Peter Reistenhofer) che verrà adottato, riceverà il cognome del patrigno e intraprenderà la carriera di attore.
Ziegler morì il 18 settembre del 1959.